# بانية
المورنجية أو الفصيلة البانية أو البانيَّات (باللاتينية: Moringaceae) فصيلة نباتية من رتبة الكرنبيات من طائفة ثنائيات الفلقة. تضم جنسًا واحدًا هو البان (باللاتينية: Moringa).